# Ơ
Ơ – jedna z 12 samogłosek alfabetu wietnamskiego, wymawiana jest jak niezaokrąglone "o".
Litera ta nie występuje w większości fontów i nie ma jej na żadnej standardowej klawiaturze komputerowej, często jest pisana jako "o+" lub "o*".  Standard VIQR to o+.
Ponieważ wietnamski jest językiem tonalnym przy literze może występować jeden z pięciu symboli tonalnych:
- Ờ ờ
- Ớ ớ
- Ở ở
- Ỡ ỡ
- Ợ ợ